# Maria Himmelfahrt (Nantesbuch)

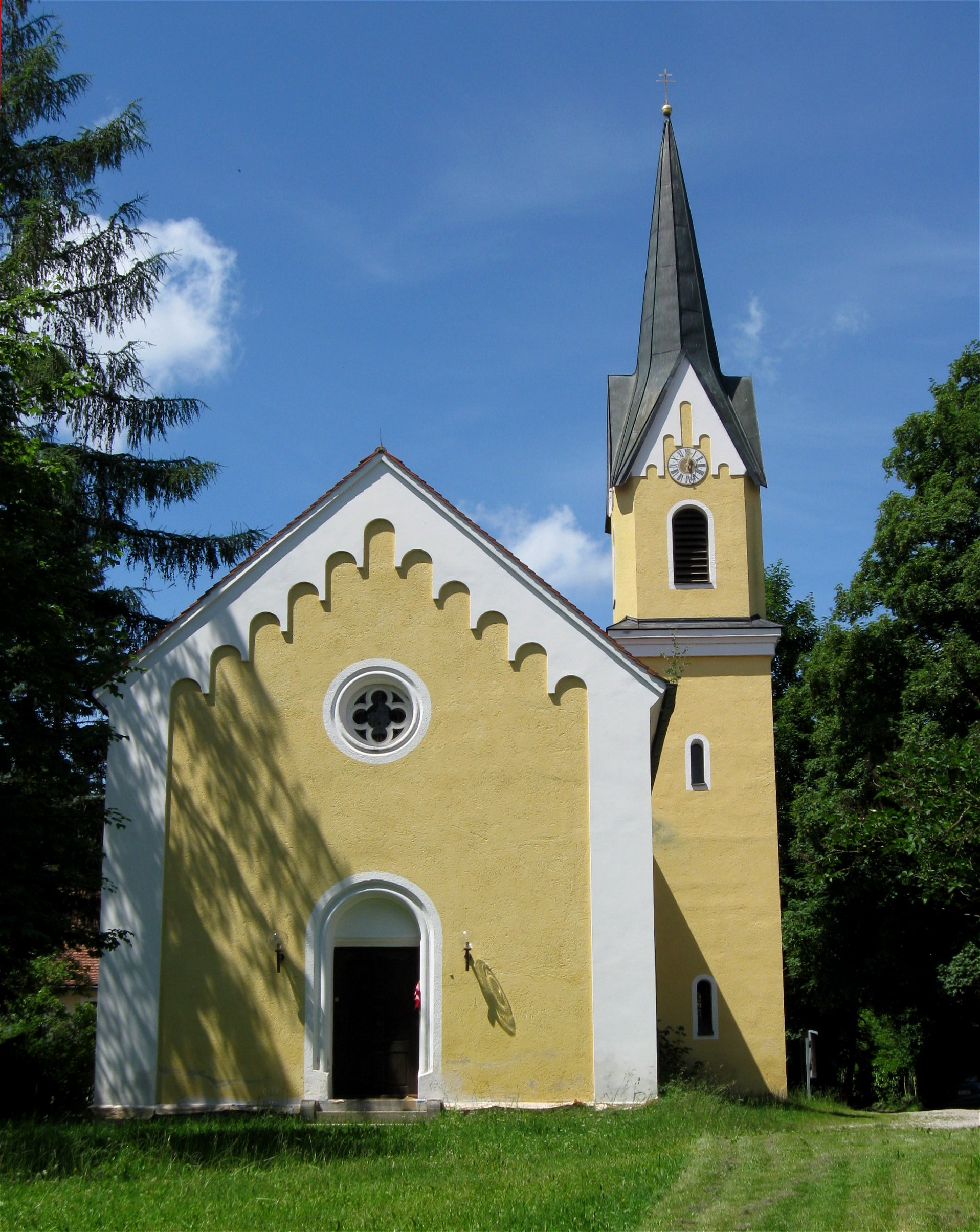
Kuratiekirche Mariä Himmelfahrt von Osten

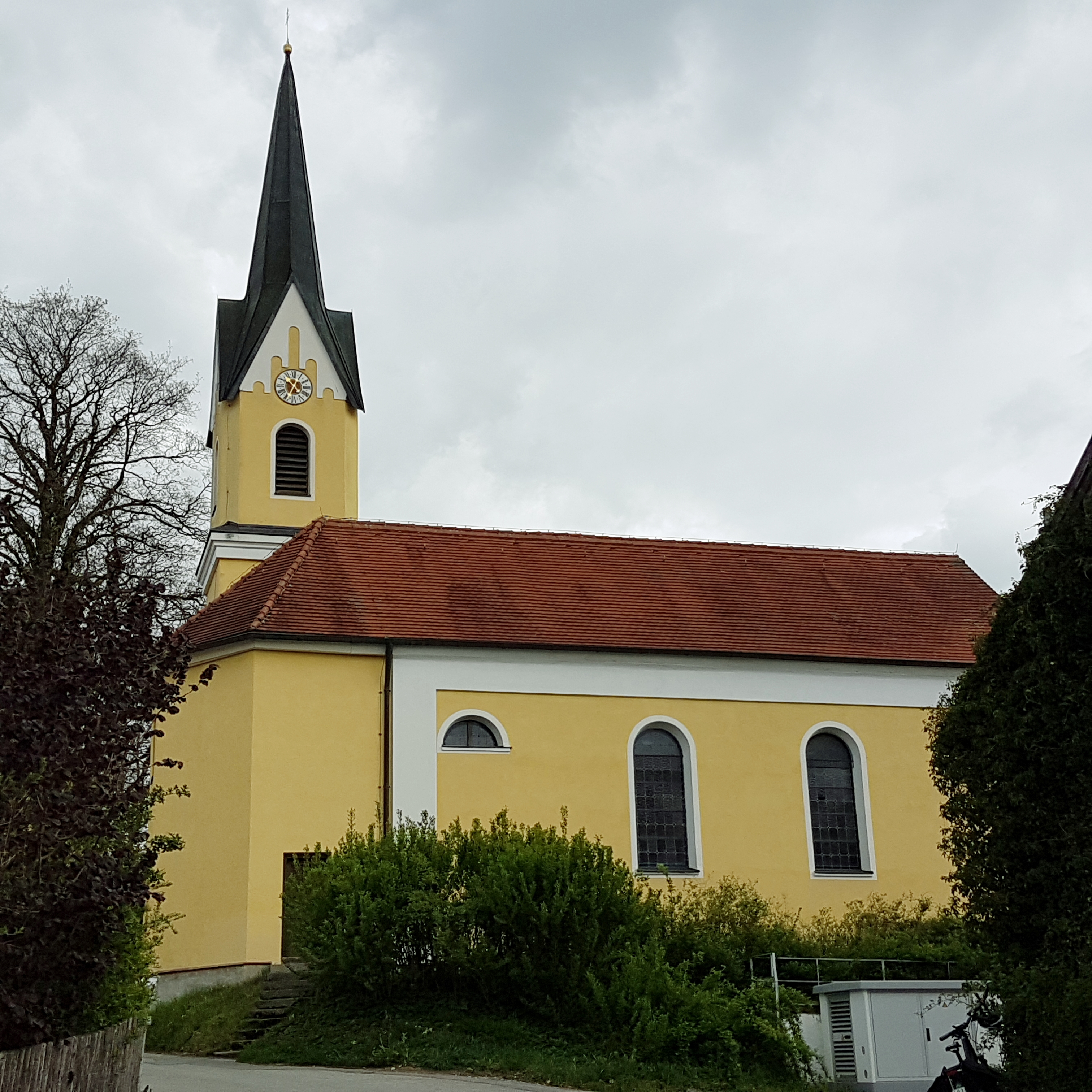
Mariä Himmelfahrt von Süden

Die Kuratiekirche Maria Himmelfahrt der Kuratie Maria Himmelfahrt Nantesbuch in der Pfarrei St. Vitus Iffeldorf steht im Penzberger Ortsteil Nantesbuch im oberbayerischen Landkreis Weilheim-Schongau.

## Geschichte
Am 5. Mai 1757 legte der Benediktbeurer Abt Leonhard Hochenauer den Grundstein für eine Salvator-Kapelle am Platz der heutigen Kirche. Die Entwürfe stammten von Johann Michael Fischer, Baumeister war Joseph Hainz. Die Fresken sollte Johann Baptist Zimmermann anfertigen, der jedoch im März 1758 vor Aufnahme seiner Arbeit verstarb.
Nachdem am 14. Juli 1836 die Salvator-Kapelle und drei Nantesbucher Höfe abbrannten, wurde im Folgejahr mit dem Bau einer neuen Kirche begonnen. Die Nantesbucher wollten nun eine selbstständige Pfarrei werden. Das bischöfliche Ordinariat in Augsburg behielt aber den Stand vom Jahr 1819 bei, seit dem Nantesbuch als Kuratie zur Pfarrei Iffeldorf gehört. Die Kirche Maria Himmelfahrt wurde am 18. Oktober 1840 vom Iffeldorfer Pfarrer Alois Mayer geweiht. Der Glockenturm wurde zunächst aus Holz errichtet, 1865 wegen Baufälligkeit wieder abgetragen und acht Jahre später durch einen Steinbau ersetzt. Bereits 1854 wurde der Bau um den Chorraum und die Sakristei vergrößert.
Um 1930 wurde die Kirche umgestaltet. Es wurden Ornamente übermalt, am Chorbogen der Spruch Domine non sum dignus („Herr, ich bin nicht würdig“) angebracht und die Kanzel – die sich auf der rechten Seite befand – durch einen zweiten Seitenaltar ersetzt. Die Kanzel wurde auf der linken Seite im Langhaus angebracht. Ende der 1980er Jahre begannen Renovierungsarbeiten, die bis 2015 andauerten. Es wurden dabei zunächst die Mauern entfeuchtet, die Elektroleitungen erneuert, ein Elektroheizung installiert und die Farbgebung des Innenraums neu gestaltet. Danach wurden Dach und Außenputz ausgebessert, letzterer neu gestrichen, der Glockenstuhl und das Uhrwerk überholt, die Orgel sowie der Priesterstuhl erneuert und neue Teppiche, Sitzbankauflagen und ein neuer Ambo erworben. Zuletzt wurden die beiden Seitenaltäre neu gefasst und die Kanzel renoviert.

## Beschreibung und Ausstattung
Die neuromanische, nach Westen ausgerichtete Kirche besteht aus flachgedecktem Saalbau mit rechteckigem Chor und polygonaler Sakristei. Darauf sitzt ein flaches Satteldach. Über dem Portal an der Ostseite befindet sich ein aufsteigender Rundbogenfries. Der nördlich angeschlossene Turm besitzt einen Spitzhelm zwischen Dreiecksgiebeln.
Die Ausstattung ist generell recht schlicht. Das Gemälde der Maria Immaculata über dem Hauptaltar stammt wie die Assistenzfiguren St. Leonhard und Benedikt aus dem 18. Jahrhundert. Die beiden Letzteren schuf genauso wie die Darstellung der Schmerzhaften Mutter unter dem Kreuz gegenüber der Kanzel wohl Melchior Millecker. Das Kreuz selbst gestaltete P. Godefrid. Die klassizistischen Treibearbeiten der Kanontafeln, der Leuchter und eines früheren Tabernakels sind von Hubert Carl Rettenböck aus Wolfratshausen.

### Glocken
Bis 1894 waren zwei Glocken vorhanden, die bei der Anschaffung neuer Glocken an die Stifter zurückgegeben wurden. Am 1. August 1894 wurden drei neue Glocken von Erzbischof Antonius von Thoma auf die Namen St. Benedikt und St. Margareth, St. Maria und St. Josef geweiht. Für den Ersten Weltkrieg wurden zwei Glocken eingeschmolzen. Am 14. November 1926 wurden wieder drei neue Glocken, gegossen von Hans Kermerknecht aus Weilheim, geweiht. Nachdem auch diese im Zweiten Weltkrieg konfisziert und zerstört wurden, wurden 1950 zwei neue Glocken vom Iffeldorfer Pfarrer Heinrich Detzel geweiht.

### Orgel
Der Münchner Orgelbauer Franz Borgias Maerz baute 1906 in Maria Himmelfahrt eine neue Orgel mit sechs Registern auf einem Manual und Pedal. Das Instrument mit Taschenlade und pneumatischer Spiel- und Registertraktur weist folgende Disposition auf:
| Manual     |    |
| Principal  | 8′ |
| Gedackt    | 8′ |
| Salicional | 8′ |
| Dolce      | 8′ |
| Fugara     | 4′ |

| Pedal   |     |
| Subbass | 16′ |

- Koppeln: M/P, Superoktavkoppel
- Spielhilfen: Tutti